# Distrito de Ōi (Fukui)
El distrito de Ōi (大飯郡 Ōi-gun?) es un distrito localizado en la prefectura de Fukui, Japón. En octubre de 2019 tenía una población estimada de 18.349 habitantes y una densidad de población de 64,5 personas por km². Su área total es de 284,59 km².

## Localidades
- Ōi
- Takahama